# سارة خليفة
سارة خليفة (مواليد 29 مارس 1994 - القاهرة) هي مذيعة مصرية سابقة وسيدة أعمال. بدأت مشوارها الإعلامي في قنوات ART، ثم انتقلت للعمل بعدة قنوات فضائية، واشتهرت بتقديم البرامج الفنية والترفيهية. لاحقًا أسست عددًا من المشروعات التجارية في مجال الإنتاج الإعلامي والتجميل. في أبريل 2025، أُثير الجدل حولها بعد اتهامها بإدارة شبكة لتصنيع وتهريب المخدرات الصناعية في مصر، وهي قضية لاقت صدىً واسعًا في وسائل الإعلام المحلية والعربية.

## النشأة والتعليم
ولدت سارة خليفة في القاهرة عام 1994. لم تُكمل تعليمها الأكاديمي، إذ توقفت عند المرحلة الابتدائية. ودخلت الوسط الإعلامي في سن مبكرة.

## المسيرة المهنية
بدأت خليفة العمل الإعلامي كمقدمة برامج في قناة ART الفضائية، حيث قدمت برنامج "من القاهرة". لاحقًا، عملت في قناة الشرقية العراقية لعدة سنوات، ثم أسست شركتها الخاصة Sara Production عام 2021، المتخصصة في تنظيم الفعاليات الإعلامية والحفلات.
في عام 2024، شاركت في تقديم برنامج ترفيهي على يوتيوب بعنوان "سارة وبيكا"، بمشاركة مغني المهرجانات حمو بيكا، استضافت خلاله عدداً من الشخصيات المؤثرة والمشهورة على مواقع التواصل الاجتماعي.
كما أدارت عيادة تجميل في منطقة العجوزة بالقاهرة، كانت مقصداً لعدد من المشاهير، . وتملك سارة خليفة حضورًا واسعًا على وسائل التواصل الاجتماعي، وتجاوز عدد متابعيها على منصة إنستغرام 3 ملايين متابع حتى أوائل عام 2025. كانت تعتمد بشكل رئيسي على هذه المنصات في الترويج لنشاطاتها التجارية والإعلامية.
في أبريل 2025، أُلقي القبض على سارة خليفة ضمن تحقيقات موسعة في قضية تهريب وتصنيع مواد مخدرة صناعية. وكشفت النيابة العامة المصرية عن تورطها في قيادة تشكيل عصابي يتكون من 27 متهماً، وضبطت بحوزتهم مواد أولية لتصنيع المخدرات، وأدوات تعبئة، ومبالغ نقدية ضخمة تقدر بنحو 420 مليون جنيه مصري، إضافة إلى سيارات فارهة وسبائك ذهبية.
ذكرت التحقيقات أنها لعبت دورًا محوريًا في التمويل والإشراف على عمليات التصنيع والتوزيع، وتم التحفظ على ممتلكاتها، 